# Bill Berry
William „Bill” Thomas Berry (ur. 31 lipca 1958 w Duluth) – amerykański muzyk najbardziej znany jako perkusista zespołu R.E.M., który opuścił grupę w 1997 roku. Powodem opuszczenia zespołu były problemy zdrowotne – podczas jednego z koncertów Berry stracił przytomność, okazało się, że powodem był tętniak mózgu. Po operacji R.E.M. pozostałą część trasy żartobliwie określił mianem „Tętniak”. Lekarze zalecili muzykowi zaprzestanie aktywności koncertowej.
W 2007 roku muzyk został sklasyfikowany na 20. miejscu listy 50 najlepszych perkusistów rockowych według Stylus Magazine.